# Percy (Manica)
Percy è un comune francese di 2 349 abitanti situato nel dipartimento della Manica nella regione della Normandia.
Nel territorio del comune si trova l'abbazia di Hambye.

## Società

### Evoluzione demografica
Abitanti censiti